# Jazda na rowerze

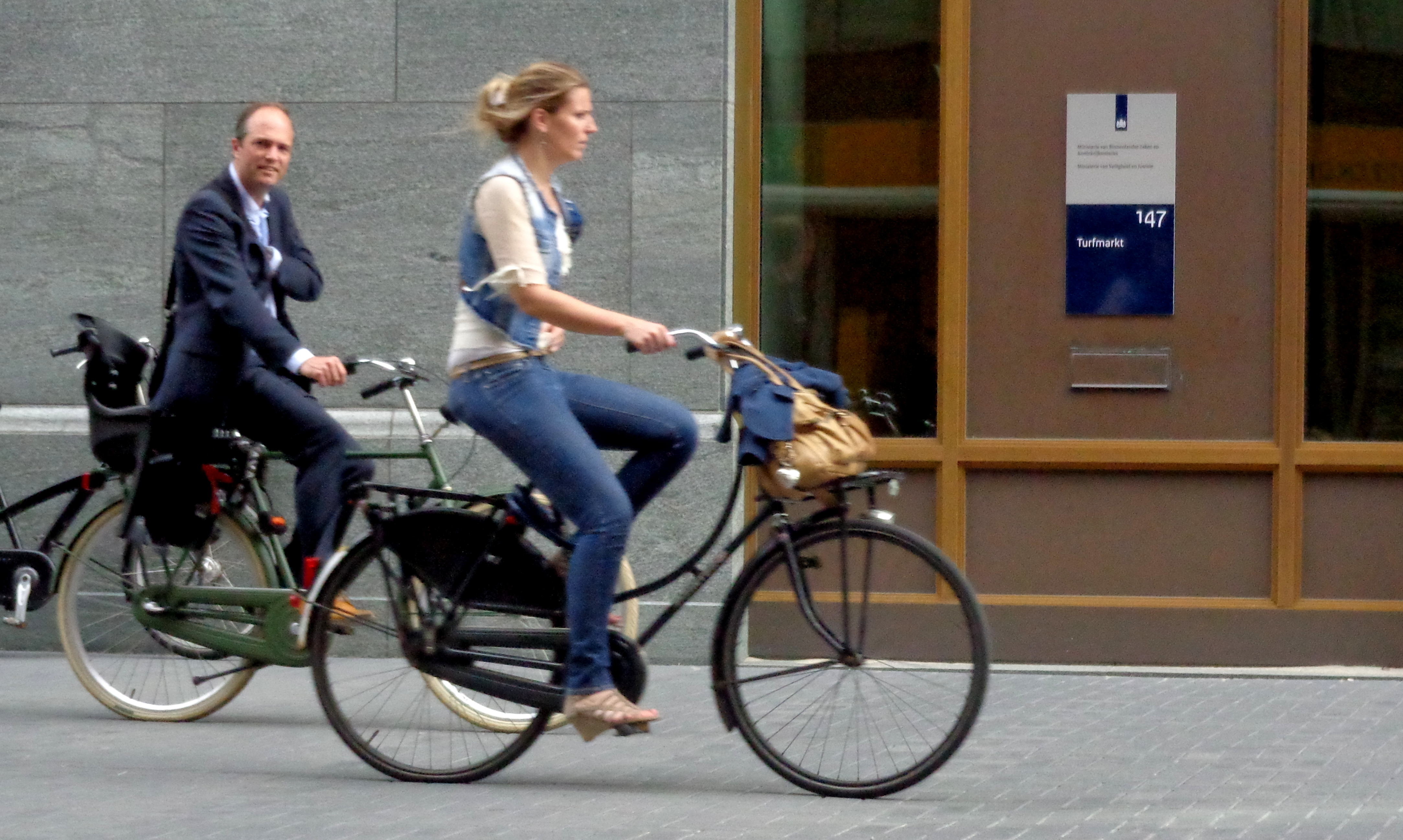
Jazda miejska

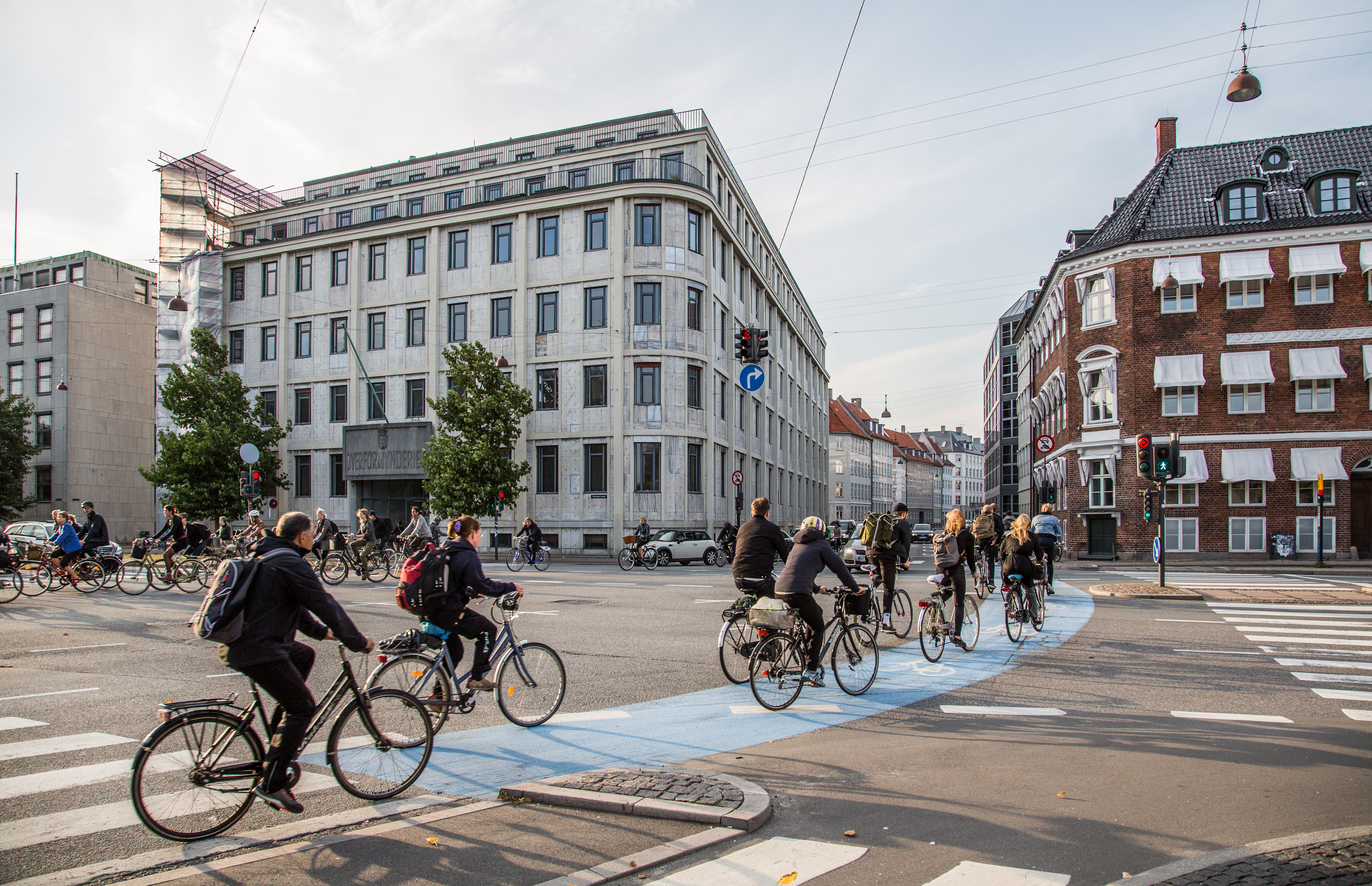
Komunikacja rowerowa w Kopenhadze

Jazda na rowerze, jazda rowerem, cyklizm – wykorzystanie roweru do przemieszczania się jako forma aktywności ruchowej (ćwiczeń fizycznych), rekreacji, turystyki, transportu (dojazdu lub przewozu przedmiotów), sportu.
Jazda na rowerze obejmuje również jazdę na technicznie podobnych urządzeniach - rowerach jedno-, dwu-, trzy- i więcej- kołowych, tandemach, rowerach poziomych, rikszach rowerowych, rowerach elektrycznych i innych urządzeniach dedykowanych do napędzania ludzkim wysiłkiem z możliwym wspomaganiem (np. elektrycznym).
Do jazdy na rowerach jednośladowych (jedno- i dwu- kołowych) niezbędna jest umiejętność związana z utrzymaniem równowagi, dlatego jazdą na rowerze nazywa się również umiejętność poruszania się rowerem.

## Nazewnictwo
W większości języków świata na określenie tej czynności używa się jednego słowa (ang. cycling, hiszp. ciclismo). W języku polskim nie jest przyjęte określenie jednowyrazowe, podobnie jak w języku rosyjskim czy ukraińskim. Historycznie i obecnie można spotkać także określenia cyklizm lub cyklistyka. Wcześniej jazdę na rowerze nazywano kolarstwem, a z czasem dla rozróżnienia poszczególnych form zaczęto używać dookreśleń: kolarstwo sportowe, kolarstwo wyczynowe, kolarstwo użytkowe, kolarstwo turystyczne, a samo słowo kolarstwo, jak i kolarz, zaczęło być kojarzone wyłącznie ze sportem.
Osoba poruszająca się na rowerze określana jest  „rowerzystą”/„rowerzystką”.

## Fizyka jazdy na rowerze

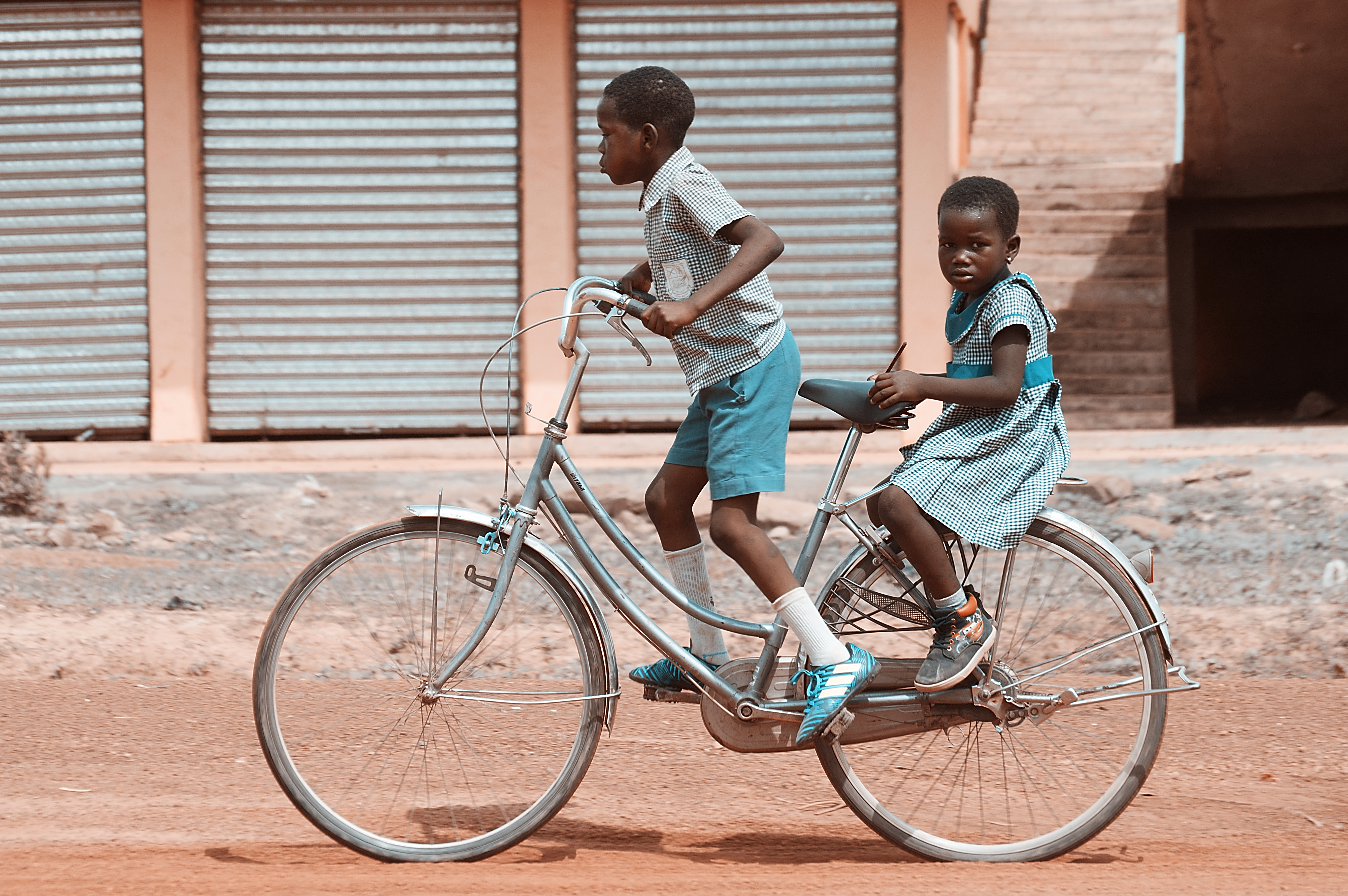
Dzieci jadące na rowerze w Ghanie

W rowerach jednośladowych za utrzymanie pojazdu w pozycji pionowej odpowiada szereg czynników: efekt żyroskopowy, umiejętność utrzymania równowagi przez kierującego, ale kluczowym czynnikiem jest siła odśrodkowa, która powstaje przy mikroskrętach wykonywanych przez kierującego podczas jazdy. Efekt żyroskopowy zaczyna działać dopiero przy wyższych prędkościach.

### Prędkość jazdy na rowerze

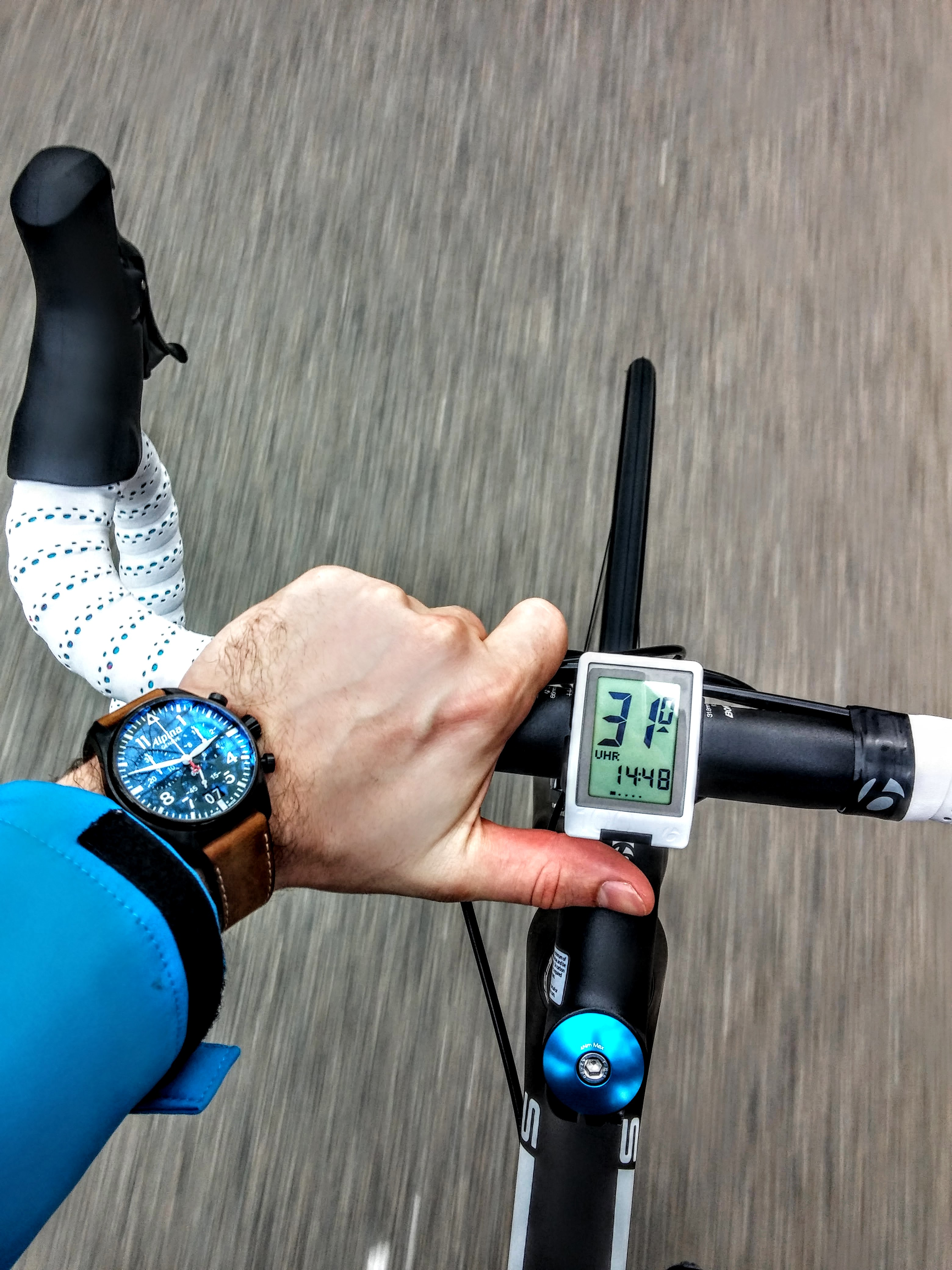
Licznik rowerowy pokazujący prędkość podczas jazdy

Średnia prędkość podczas jazdy na rowerze w ruchu swobodnym wynosi zwykle od 10 do 28 km/h, przy czym najwięcej wyników z badań wskazuje na przedział 10 - 20 km/h. Według danych zebranych od 287,5 mln użytkowników aplikacji Strava średnia prędkość rowerzysty to 21,72 km/h, przy czym dla mężczyzn średnia jest o 2,5 km/h wyższa niż dla kobiet. Na prędkość poruszania się rowerem największy wpływ mają indywidualne czynniki jadącego: wiek, kondycja fizyczna, ale pomijając te czynniki, na prędkość jazdy rowerem w ruchu miejskim wpływ ma jakość infrastruktury, gdzie przebieg łamany drogi rowerowej spowalnia rowerzystę w przebiegu średnim do 14 km/h, a drogi z sygnalizacją świetlną do 11 km/h.  Co istotne, jakość roweru też ma znaczenie i dla rowerów z systemów wypożyczalni miejskich wartość prędkości może być niższa od 5 do 10 km/h. W przypadku wzniesień spadek niwelety o każdy 1% powoduje wzrost prędkości średnio o 0,86 km/h, a każdy 1% wzniesienia powoduje spadek prędkości o 1,44 km/h. Na obniżenie prędkości wpływa ruch współdzielony: pieszy i rowerowy, zwiększona intensywność ruchu, a także brak wydzielonej infrastruktury rowerowej.
| Średnia prędkość przy godzinnej jeździe ze względu na poziom zaawansowania | Średnia prędkość przy godzinnej jeździe ze względu na poziom zaawansowania |
| -------------------------------------------------------------------------- | -------------------------------------------------------------------------- |
| początkujący                                                               | 13 – 19 km/h                                                               |
| średniozaawansowany                                                        | 19 – 26 km/h                                                               |
| zaawansowany                                                               | 26 – 39 km/h                                                               |
| profesjonalista                                                            | > 39 km/h                                                                  |

| Średnia prędkość ze względu na typ roweru | Średnia prędkość ze względu na typ roweru | Średnia prędkość ze względu na typ roweru |
| ----------------------------------------- | ----------------------------------------- | ----------------------------------------- |
| typ roweru                                | prędkość średnia                          | podjazdy 5%                               |
| rower szosowy                             | 23 – 29 km/h                              | 13 – 19 km/h                              |
| rower wspomagany elektrycznie             | 19 – 26 km/h                              | 10 – 16 km/h                              |

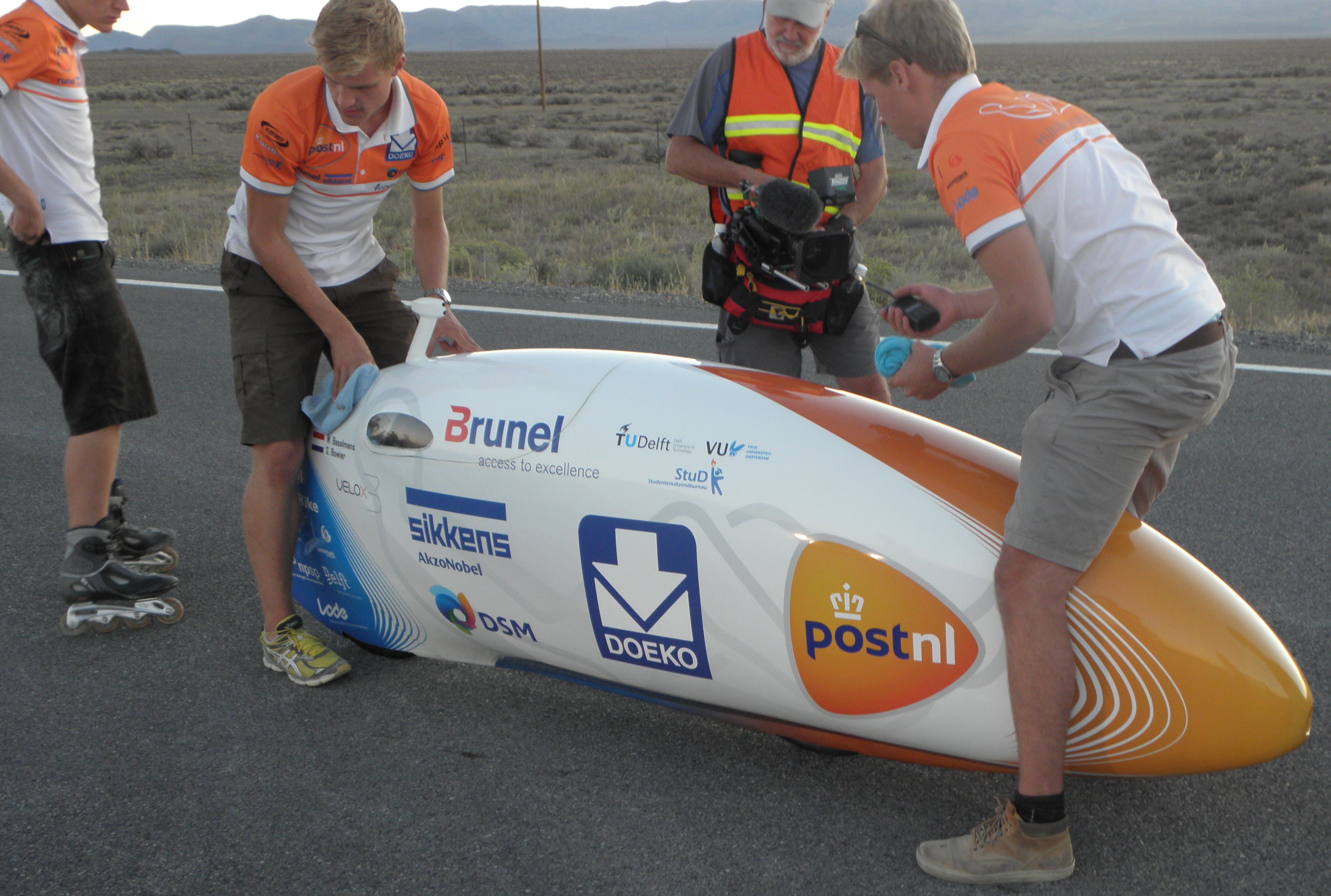
Rower do bicia rekordów prędkości.

W Tour de France najwyższa średnia prędkość kolarza wynosi 41 - 45 km/h; na podjazdach prędkość ta spada do 20 km/h, a na zjazdach czasami osiąga się prędkość powyżej 100 km/h. Bez różnic wysokości osiąga się wyższe średnie prędkości: światowy rekord od 2022 roku dla rowerów standardowych wynosi 56 km/h.
Ogólny godzinny rekord świata dla pojazdów napędzanych wyłącznie własną siłą mięśni jest znacznie wyższy niż rekord w przypadku klasycznego roweru szosowego. Francuzka Barbara Buatois przejechała dystans 84,02 km w ciągu godziny na rowerze poziomym w dniu 19 lipca 2009 r. w Battle Mountain w USA, co czyni ją pierwszą kobietą, która pokonała dystans ponad 80 km w ciągu godziny na rowerze poziomym. Aktualny rekord świata mężczyzn należy do Szwajcara Francesco Russo – 26 czerwca 2016 w Klettwitz przejechał  w godzinę 92,43 km. 
Rekord prędkości na standardowym rowerze przy zjeździe z góry wynosi 164,95 km/h i ustanowił go Markus Stöckl w 2011 roku.  Światowy rekord prędkości, który został osiągnięty w zjeździe na specjalnie wykonanym rowerze górskim bez napędu pomocniczego, wynosi 223,3 km/h.

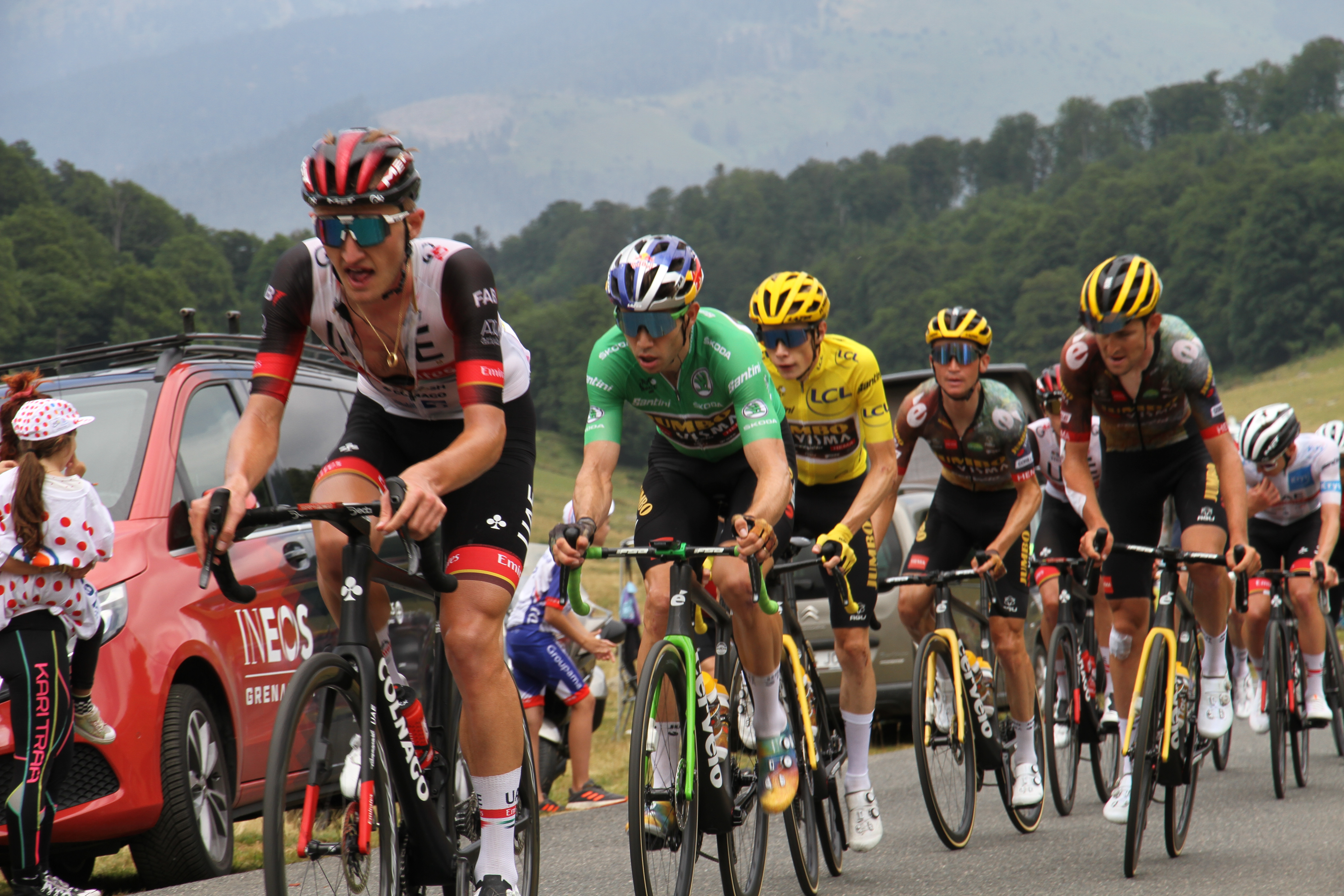
Wyścig kolarski Tour de France

### Wydatek energetyczny
Osoba jeżdżąca na rowerze z prędkością 24 km na godzinę spala 0,049 kalorii na funt na minutę. Tak więc osoba o wadze 77 kg spala 515 kalorii w ciągu godziny, czyli około 21 kalorii na km. Dla porównania 1 litr benzyny zawiera około 7700 kalorii, a taka energia pozwoliłaby na przejechanie rowerem około 360 km na litr.
Przy szybkiej jeździe rowerem wzrasta opór powietrza, a wraz z nim zużycie energii. W trakcie wyścigów rowerowych 80% energii jest pochłaniane na przeciwstawienie się oporom powietrza. Ludzie jadący w wyścigu takim jak Tour de France, jadąc z prędkością bliższą 40 km/h, spalają około trzy razy więcej kalorii - około 100 kalorii na milę. Na 100-milowym etapie trasy zawodnik może spalić od 8000 do 10 000 kalorii w ciągu jednego dnia.

### Energia generowana przez rowerzystę
Początkujący (amator) generuje około 2,0-3,0 W/kg; osoba trenująca regularnie nawet do 3,5 W/kg; przeciętny rowerzysta, nietrenujący sportowo wytwarza moc na poziomie 100 W. W Tour de France, według analizy Training Peaks, najlepsi kolarze mają średnio około 300–400 watów mocy.

## Zastosowanie jazdy na rowerze

### Rekreacja
Każde jedno użycie roweru do przemieszczania się z wyłączeniem zastosowań sportowych i komunikacyjnych. Przy jeździe rekreacyjnej sama czynność ma większe znaczenie niż cel jazdy, wyniki wydajnościowe lub sportowe.
Jazda rekreacyjna narodziła się wkrótce po rowerowych zawodach sportowych. Szczególnie rozwinęła się po 1880 roku wraz z opracowaniem bezpieczniejszych rowerów wielośladowych. W Polsce jest to najczęstsze zastosowanie roweru – 61% badanych zadeklarowało aktywność ruchową jako podstawowe wykorzystanie roweru.

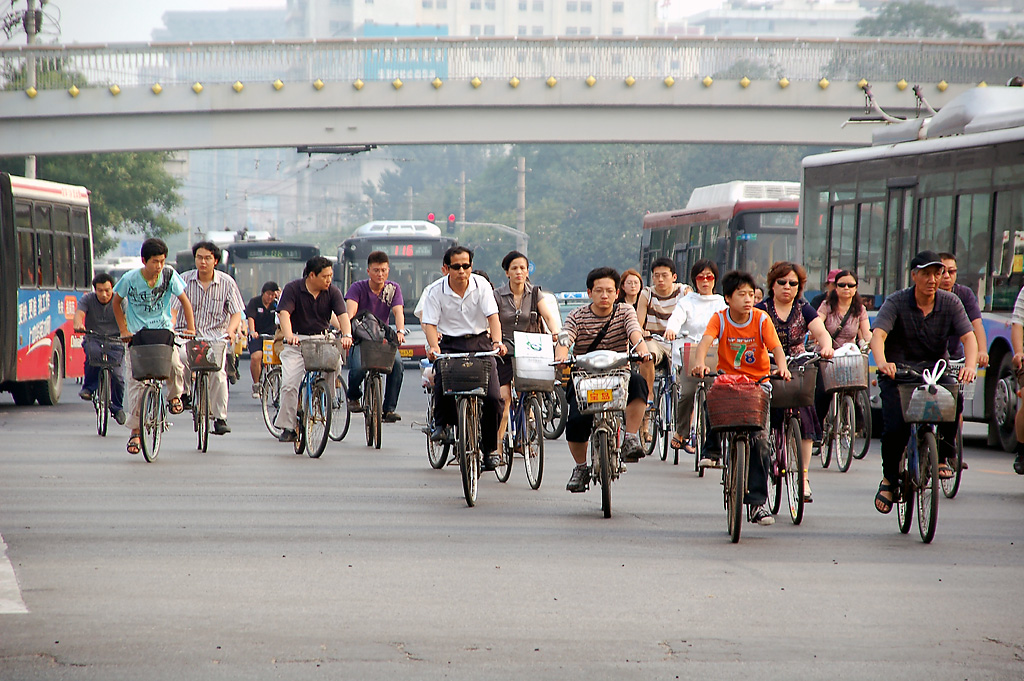
Rowerzyści w ruchu ulicznym na ulicach Pekinu

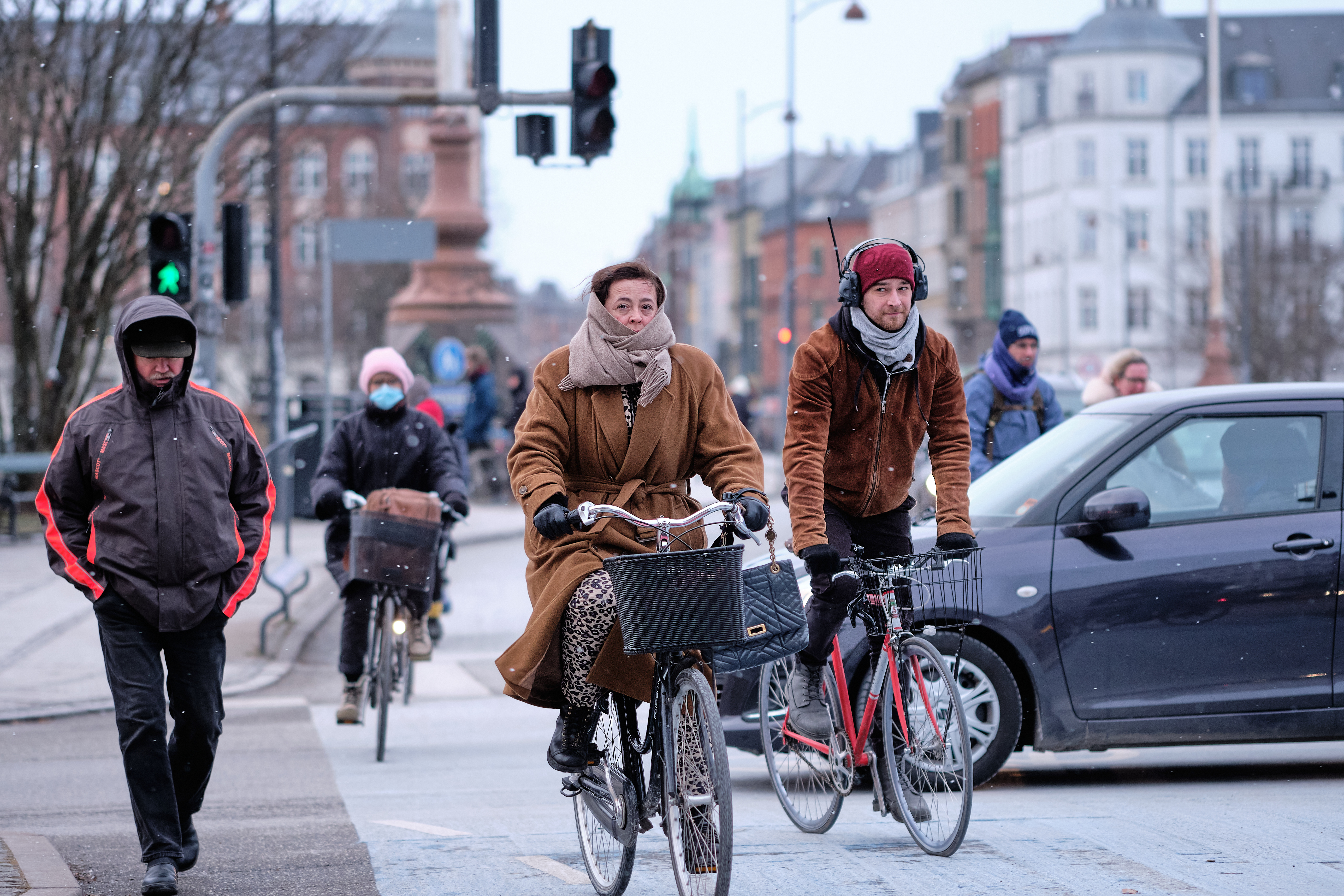
Komunikacja rowerowa w Kopenhadze

### Dojazdowe (komunikacja rowerowa)
Użytkowe wykorzystanie roweru – aktywność związana z transportem osobistym – dojazdem do miejsca docelowego, zwykle do pracy lub szkoły. Stanowi element transportu alternatywnego (względem osobistego transportu samochodowego).
Jazda na rowerze jest powszechnie uważana za bardzo wydajny środek transportu optymalny dla krótkich i średnich dystansów. Według sondażu TNS Polska, jeśli dystans jest krótszy niż 4 km, czas dojazdu na rowerze jest taki sam jak samochodem. Ogólna tendencja wskazuje, że rower jest najczęściej wybierany na dystansach między 1 a 10 km, mimo to w Polsce na dystansie do 2 km (1 mila) jest na 3. miejscu, ustępując miejsca innym wyborom: 35% dojściu pieszo, a nawet dojazdu własnym samochodem 23%; za rowerem znalazł się transport publiczny z wynikiem 16%, chociaż 80% badanych zgadza się, że rower odgrywa istotną rolę w redukcji korków. Z badania Centrum Badania Opinii Społecznej (CBOŚ) z 2012 wynika, że 13 procent respondentów jeździ rowerem do pracy lub szkoły. Badania Ipsos z 2022 podają wynik 17%. W tym rankingu najwyżej jest Holandia – 30%, ale też 45% wybiera rower jako podstawowy transport do 2 km.

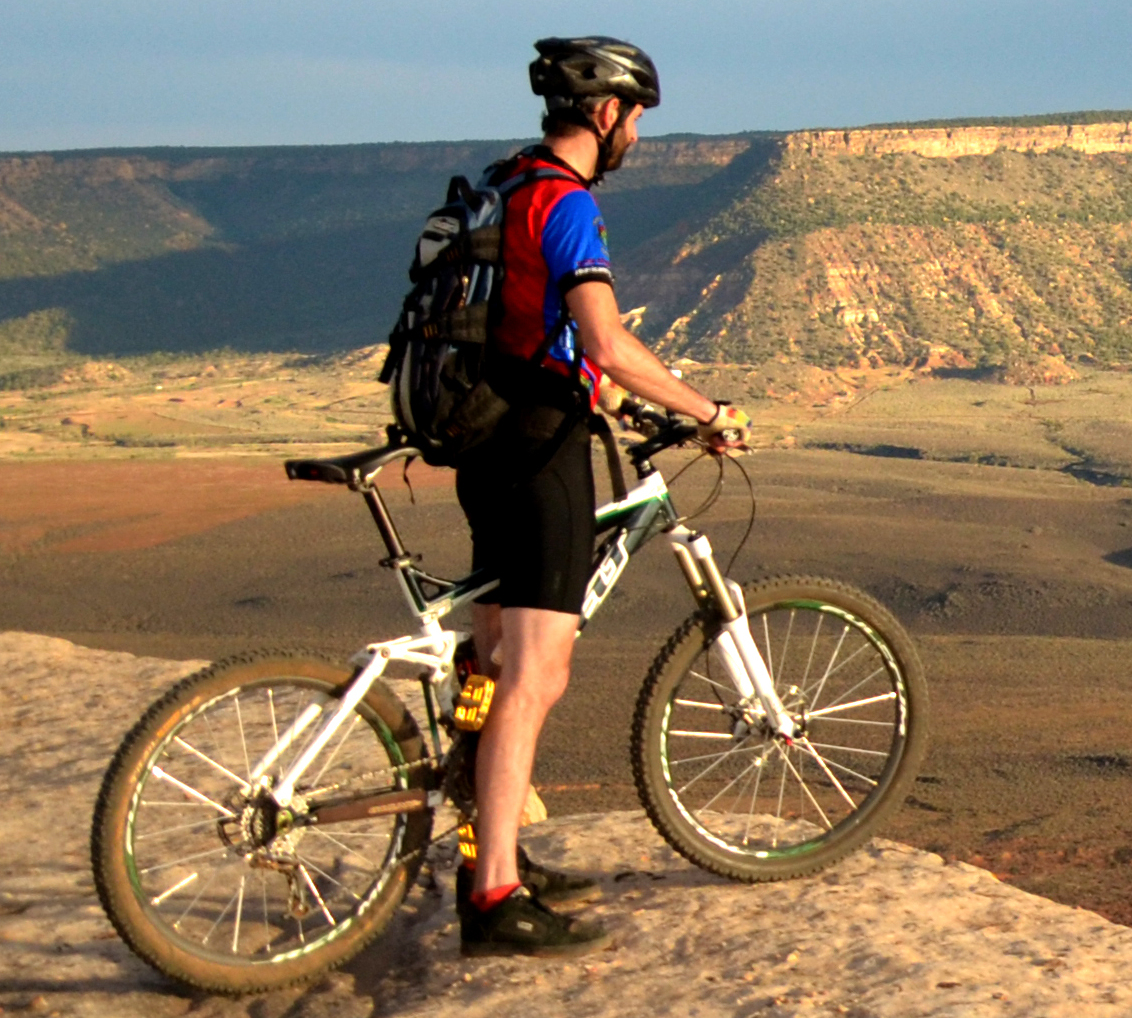
Turystyka rowerowa: Gooseberry Mesa National Recreation Trail w stanie Utah w Stanach Zjednoczonych

### Turystyka rowerowa
Forma turystyki, gdzie jako główny środek transportu wykorzystywany jest rower. 

### Sport (kolarstwo)
Jazda na rowerze jako forma sportu (zawodowego lub amatorskiego) nazywana jest kolarstwem i ma szereg odmian. Dla kolarstwa amatorskiego można spotkać także określenie cyklosport.

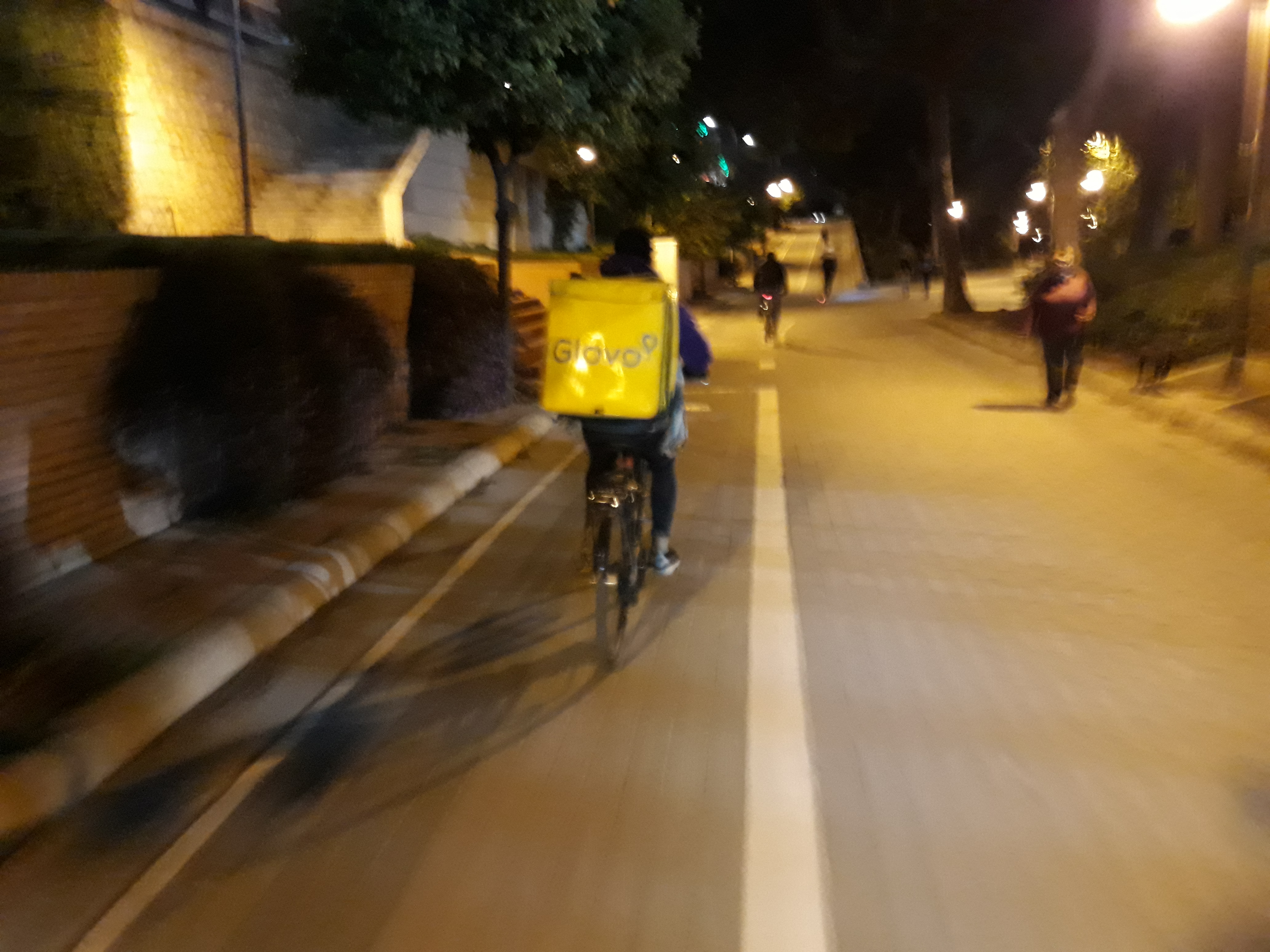
Cyklodostawca Glovo

### Cyklologistyka
Logistyka, która opiera się o transport rowerem z użyciem flot rowerowych. Określenie w języku polskim jest sformułowaniem stosunkowo młodym, natomiast cyklologistyka jest bardzo rozwinięta w Europie Zachodniej. Do cyklologistyki możemy zaliczyć zarówno listonosza na rowerze, kuriera (np. Wrocławscy Kurierzy Rowerowi), jak i rowerowego dostawcę posiłków (np. Glovo, Uber Eats) oraz rowery cargo.

## W Polsce
Dane Głównego Urzędu Statystycznego dowodzą, że rower to najpopularniejszy sprzęt sportowy w Polsce. Jest on obecny w niemal trzech czwartych gospodarstw domowych. Szacuje się, że na 1000 Polaków przypada ich 300. Liderem pod tym względem jest Holandia – na 17 mln mieszkańców przypadają 23 mln rowerów, co daje statystycznie 1353 rowery na 1000 mieszkańców.  
Według badań Ipsos z 2022 roku 82% ankietowanych w Polsce deklaruje umiejętność jazdy rowerem (najwyższy wynik w badanych krajach), 69% ankietowanych mieszkańców Polski deklaruje posiadanie roweru (drugi wynik w badaniu), a 10% deklaruje korzystanie z publicznego roweru miejskiego. 61% badanych w Polsce wybiera rower jako aktywność ruchową. W badaniach CBOŚ z 2012 roku 70% deklarowało używanie roweru, z czego 74% z tej liczby używa roweru rekreacyjnie; 22% ankietowanych deklarowało, że używa roweru systematycznie.

## Umiejętność jazdy rowerem

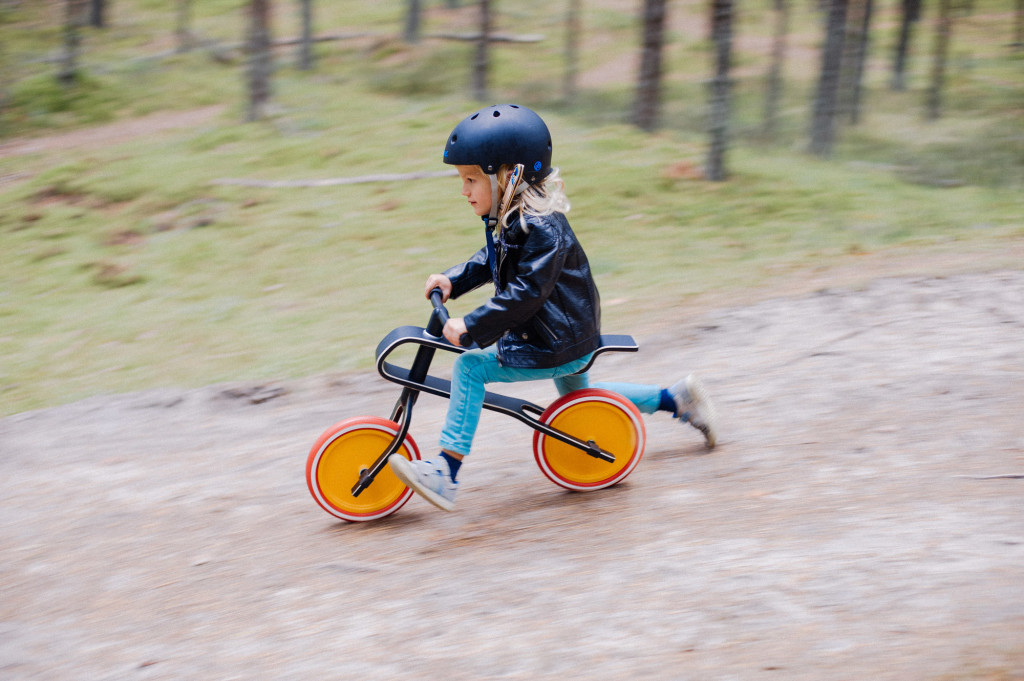
Dziecko na rowerku biegowym

Jazda na rowerze szybko stała się aktywnością ogólnodostępną po wprowadzeniu rowerów w XIX wieku. Wyniki badania Ipsos z 2022 roku wskazują, że prawie 63% dorosłych osób na świecie posiada umiejętność jazdy na rowerze. Wśród mieszkańców Polski jest to 82% i jest to wynik najwyższy w badaniu (Holandia na pozycji 12.).

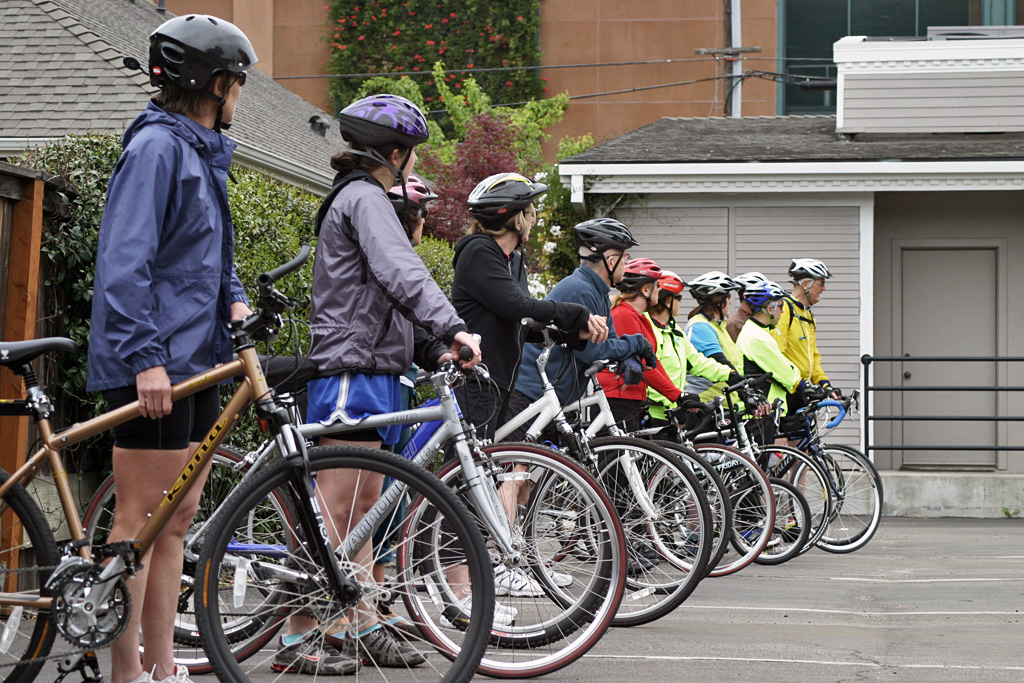
Warsztaty jazdy miejskiej na rowerze Bicycle Confidence Workshop

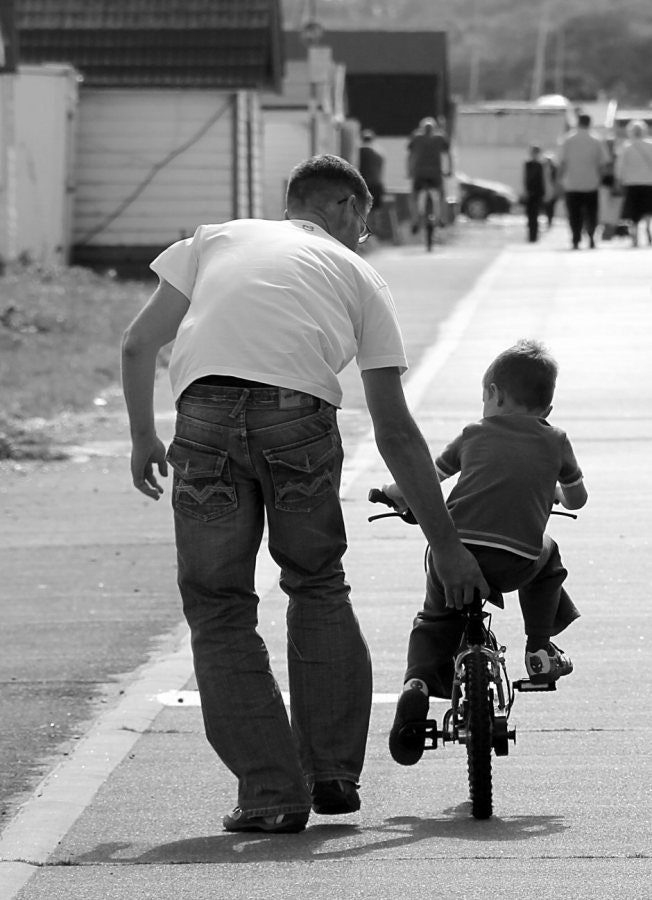
Pomaganie przy nauce jazdy na rowerze

Kluczową umiejętnością w kontrolowaniu roweru jednośladowego jest umiejętność utrzymania równowagi podczas jazdy w linii prostej i pokonywania zakrętów. Inne umiejętności to utrzymanie kierunku jazdy, pedałowanie, hamowanie z użyciem hamulców, samodzielne ruszanie i poruszanie się w ruchu drogowym. Jazda na rowerze jest umiejętnością motoryczną i wymaga dużej ilości ćwiczeń, aby ruchy stały się automatyczne i skoordynowane.

### Równowaga
Do poruszania się na rowerze jednośladowym niezbędna jest umiejętność utrzymywania równowagi. Ze względu na to, że powierzchnia podparcia roweru jednośladowego jest bardzo mała, równowaga jest możliwa tylko wtedy, gdy występuje ruch. Pierwszym krokiem w kierunku nauki równowagi jest wykorzystanie roweru biegowego lub użycie tradycyjnego roweru jak biegowego, naprzemienne odpychanie się stymuluje powstawanie połączeń w mózgu odpowiedzialnych za koordynację obu części ciała. Podczas nauczania dzieci czasami stosuje się dodatkowe koła do podtrzymywania roweru w pozycji pionowej, ale w praktyce metoda ta nie jest zbyt skuteczna. Podczas korzystania z dodatkowych kółek dziecko w zasadzie przyzwyczaja się do pedałowania i obracania kierownicą, ale nie skupia się (z powodu niepotrzebności) na utrzymaniu równowagi.
Podczas jazdy rowerami wielośladowymi, najczęściej trójkołowymi, które są bardziej stabilne, kwestie utrzymania równowagi nie są istotne.

### Trwałość umiejętności
Raz nabytej umiejętności jazdy rowerem nigdy się nie zapomina, nawet przy ogólnych problemach z zapamiętywaniem: na przykład numerów telefonów, daty urodzin lub miejsca zaparkowania samochodu. Neuropsycholog Boris Suchan z niemieckiego Uniwersytetu Ruhry w Bochum wyjaśnia, że dzieje się tak, gdyż umiejętność ta jest umieszczana w pamięci proceduralnej.

## Uprawnienia do poruszania się rowerem

### Wymagane uprawnienia do kierowania rowerem i wózkiem rowerowym w Polsce
| Wiek      | Wymagania                                          | Uprawnienia |
| --------- | -------------------------------------------------- | --- |
| do 10 lat | brak                                               | kierowanie rowerem jednoosobowym pod opieką osoby dorosłej po chodniku, drodze dla pieszych lub lewą stroną jezdni |
| od 10 lat | karta rowerowa                                     | kierowanie rowerem jednoosobowym                                                                                   |
| od 14 lat | karta rowerowa lub prawo jazdy kat. AM             | kierowanie rowerem jednoosobowym                                                                                   |
| od 16 lat | karta rowerowa lub prawo jazdy kat. AM, A1, B1 i T | kierowanie rowerem jednoosobowym                                                                                   |
| od 17 lat | karta rowerowa lub prawo jazdy kat. AM, A1, B1 i T | kierowanie rowerem jednoosobowym, wieloosobowym lub wózkiem rowerowym przewożącym inną osobę                       |
| od 18 lat | brak                                               | kierowanie rowerem jednoosobowym, wieloosobowym lub wózkiem rowerowym przewożącym inną osobę                       |

## Korzyści z jazdy rowerem
Organizacja Narodów Zjednoczonych (ONZ) ogłosiła, że upowszechnienie i aktywna promocja jazdy na rowerze są kluczowe dla spełnienia 11 z 17 Celów Zrównoważonego Rozwoju, których osiągnięcie do 2030 r. ma być jednym z najważniejszych priorytetów organizacji. Według ONZ, rowery mogą przyczynić się do zwalczania ubóstwa, ponieważ stanowią najlepsze narzędzie umożliwiające najuboższym dostęp do edukacji, miejsc pracy czy taniego transportu dla drobnych rolników i przedsiębiorców.